# ウォール街を占拠せよの年表

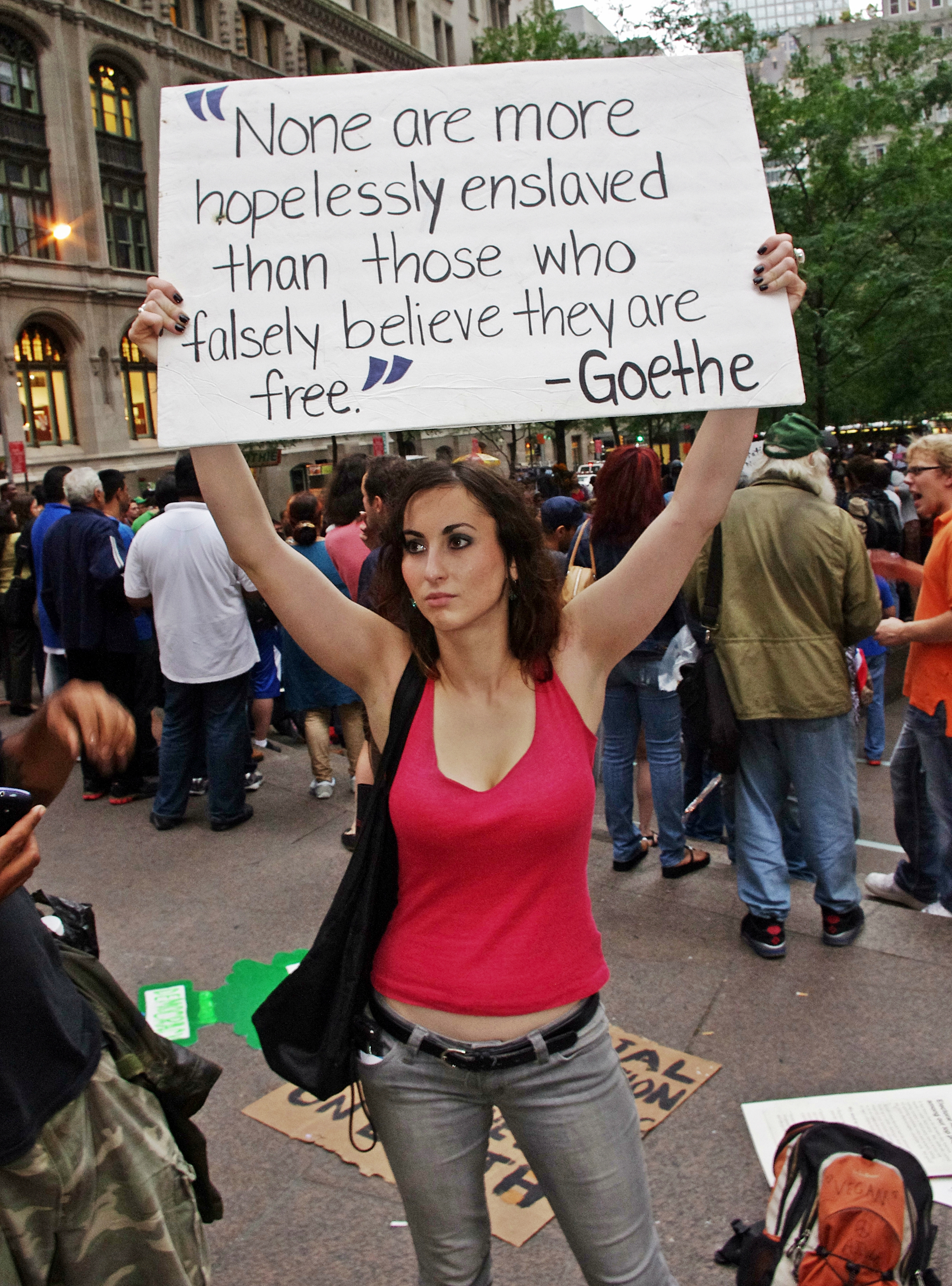
抗議運動12日目の参加者:サンフランシスコ・クロニクルのゼニー・エイブラハムは10月1日に「このゲーテ・ガールが運動開始の合図になる。」と述べた。

本項ではウォール街を占拠せよ（英語: Occupy Wall Street、もしくはOWS）と呼ばれる2011年9月17日（土曜日）から本格的に始まったアメリカ合衆国ニューヨーク市マンハッタン区フィナンシャル・ディストリクトにあるウォール街の占拠行為と現在続いているデモ運動の経過について扱う。

## 出来事に関する経過
- この年表ではウォール街を占拠せよをOWS(Occupy Wall Street)と表記する。時刻表記は現地時間。

### 2011年9月17日以前
- 2011年6月9日 – カナダの反消費主義雑誌「アドバスターズ」がoccupywallstreet.orgというドメイン名を登録[4]。
- 7月13日 – アドバスターズがウォール街での平和的なデモ運動を提案する[5]。
- 8月2日 – 債務限度のデッドラインだった8月2日深夜[6]（2011年アメリカ合衆国債務危機（英語版）参照）に迫った時、ニューヨーカーズ・アゲンスト・バゲット・カッツ("New Yorkers Against Budget Cuts") [7]と名乗るグループがOWSの戦略会議を行なっている他の団体とともに「総会("General Assembly")」に合流することを決めた。彼らは午前4時半に抗議運動のため、チャージング・ブルに集合した。その後、これら2団体は9月17日に行うイベントを計画することになった[8]。
- 8月23日 – ハックティビズム集団であるアノニマスが抗議運動への参加を呼びかけた[9]。

### 9月

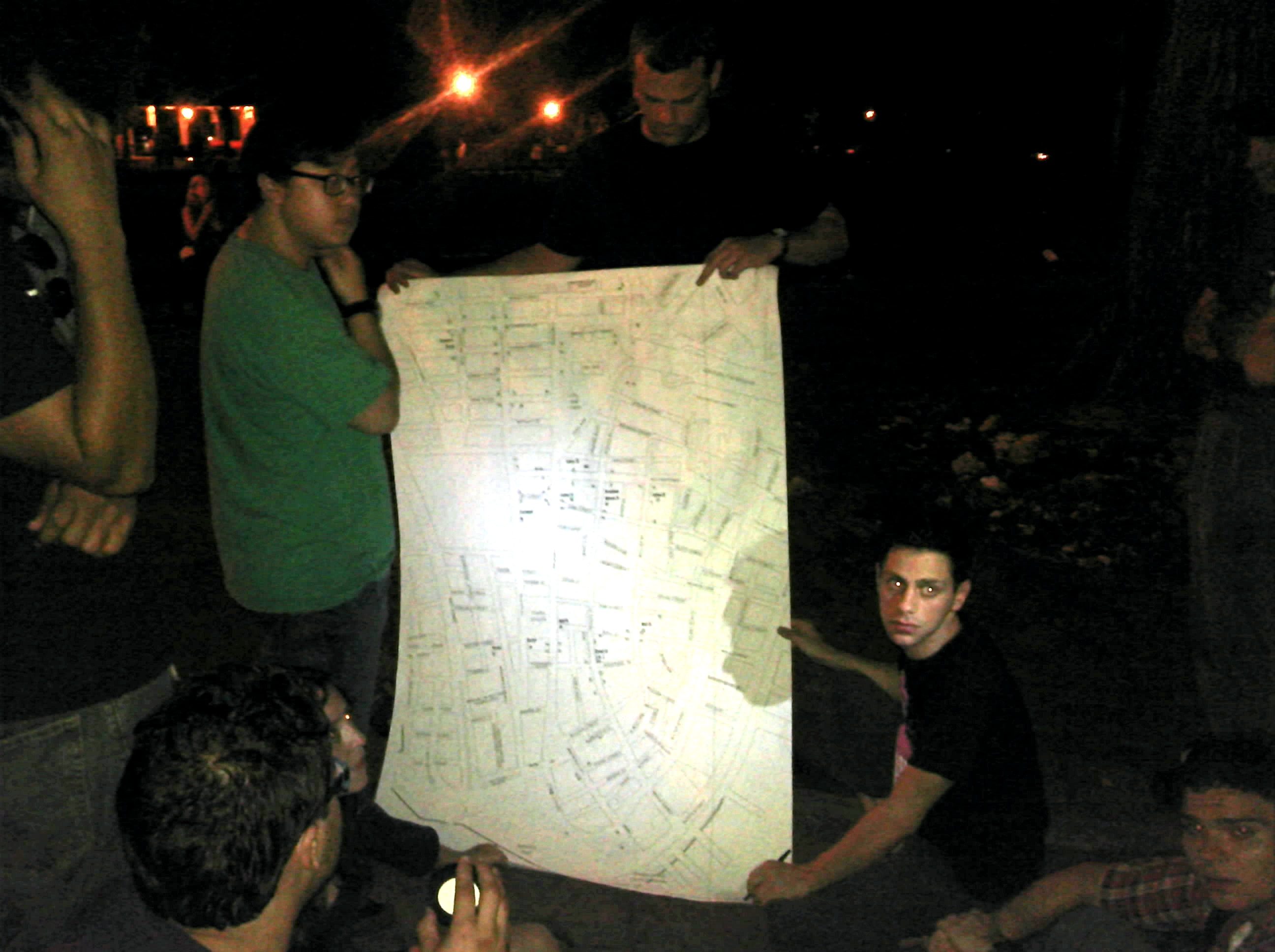
2011年9月3日、夜のトンプキンス・スクエアにてウォール街占拠のための計画が練られた

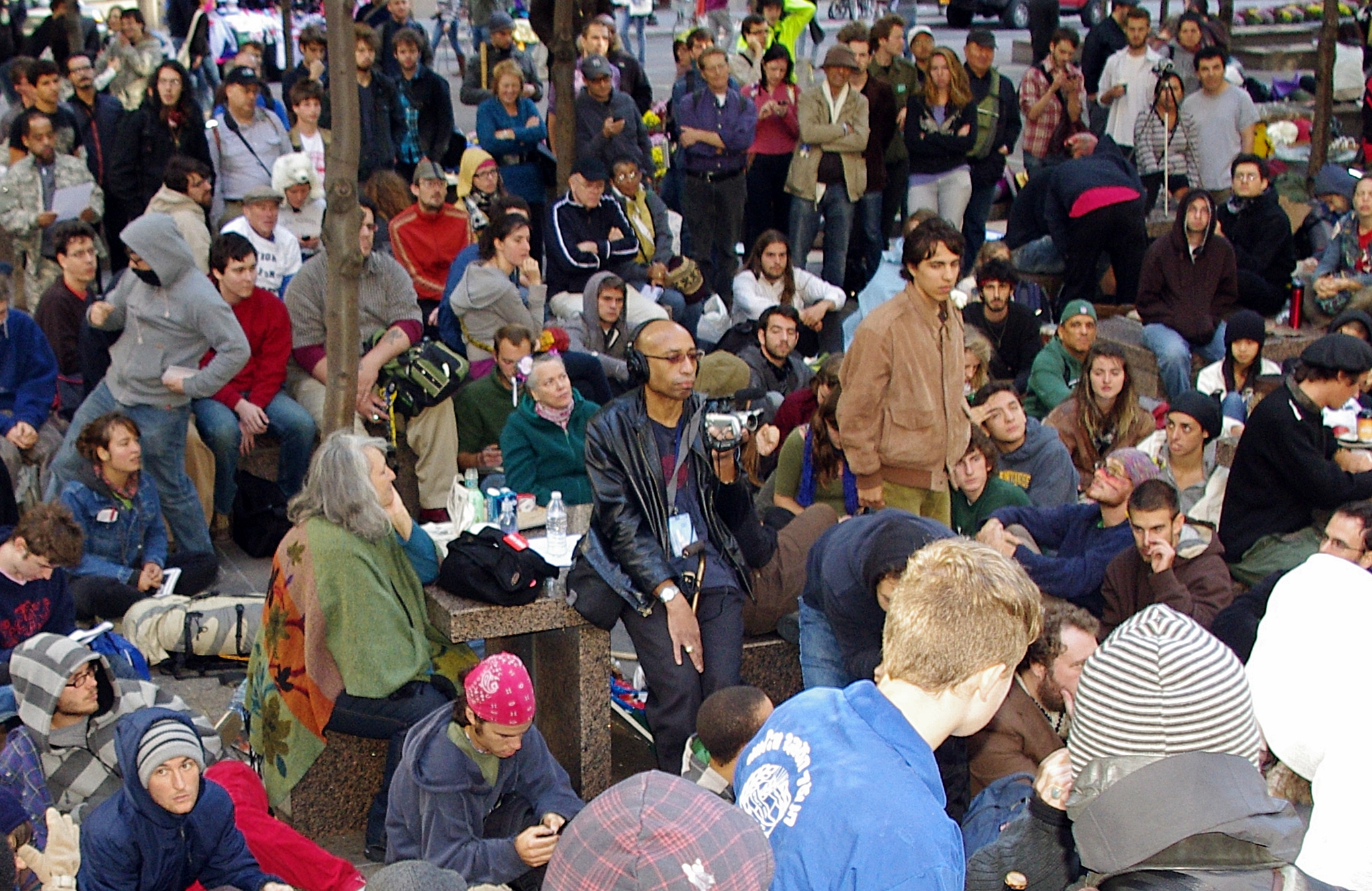
9月18日（2日目）の群衆

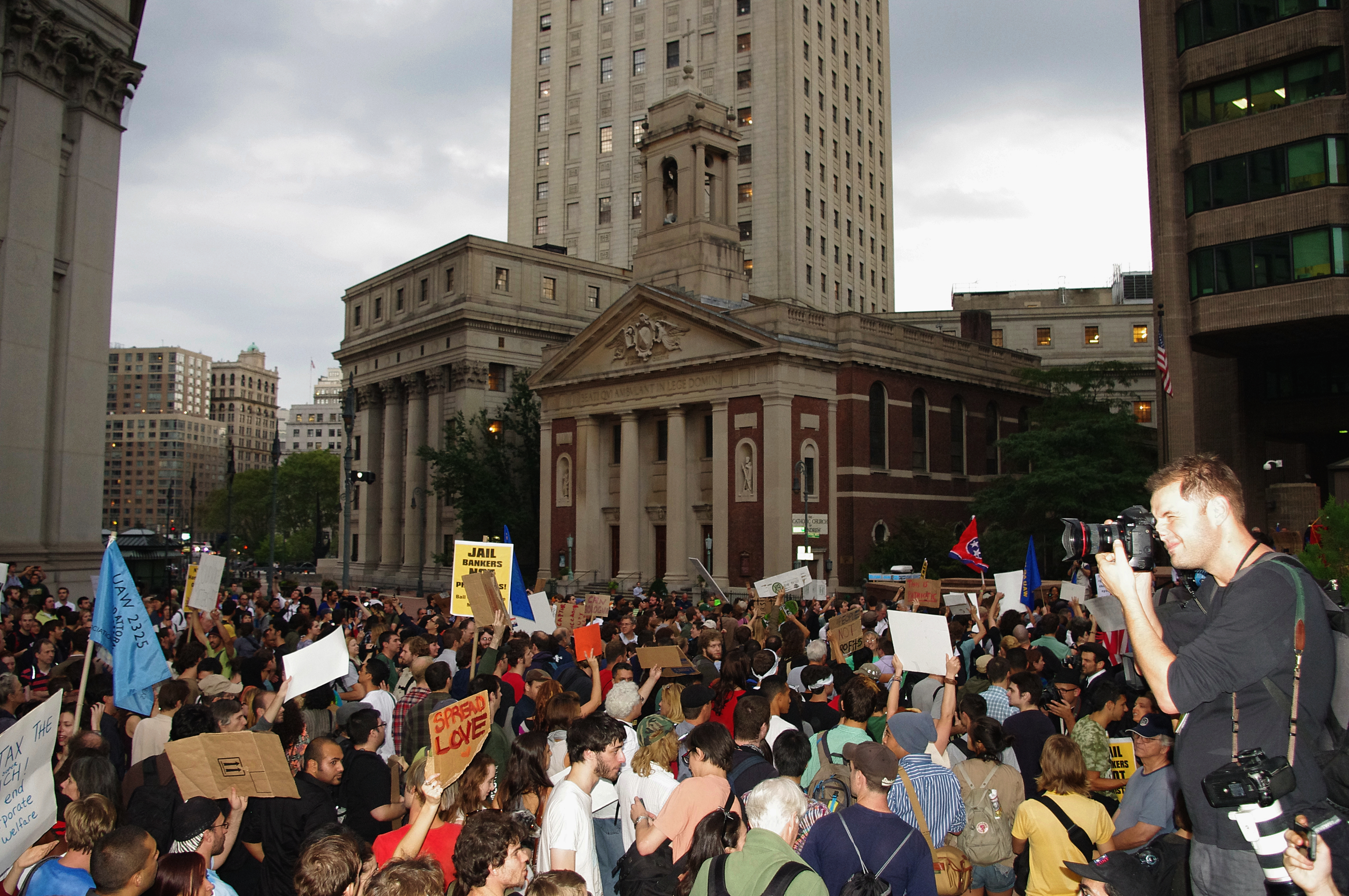
9月30日（金曜日・14日目）、ニューヨーク市警察(NYPD)本部の前で警察の暴力に抗議する参加者

- 9月17日（1日目）– ウォール街占拠行動の初日。推定1,000人が集まった[10]。ニューヨーク市警察の警官は参加者にテント設置の禁止と徘回（英語版）に関するルールの告知を行った。参加者の多くはウォール街を歩き回った。ロザンヌ・バーが参加者に対してデモ運動初日にわたって演説を行った[11]。
- 9月19日（3日目）– 株式市場が開く日。最初に抗議運動を詳しく取材したジャーナリストはカレントTV（英語版）のキース・オルバーマンだった。2日後、オルバーマンは「なぜ主なニュース番組でこの抗議運動が取り上げられないのか？もしこれがティーパーティー運動によるものだったら毎日トップで取り上げられているだろう。」とOWSを報道しない主要メディアを批判している[12]。以降、オルバーマンは連日抗議運動を取材し、参加者や周囲の人達にインタビューをしている。やがて主要メディアが報道するようになり[13]、OWSは多彩な情報源をもとに主要メディアを通して注目を集めるようになった[14]。
- 9月20日（4日目）– 仮装パーティーや娯楽目的以外でのマスク着用で集まることを禁じた1845年制定の法律に基づき警察がマスクを被った抗議参加者を逮捕した[15]。
- 9月22日（6日目）– トロイ・デービス（英語版）の死刑執行に抗議する約2,000人の群衆がユニオンスクエアからウォール街へ行進し、4人のアフリカ系アメリカ人（ニューヨーク市立大学の2人とマルコムX・グラスルーツ・ムーブメント("Malcolm X Grassroots Movement")の2人）が逮捕されたと報道された[16]。
- 9月23日（7日目）– ズコッティ公園は通りを挟んで向かいにあるニューヨーク市の金融拠点であるワン・リバティ・プラザ（英語版）にちなんで「リバティ・プラザ(Liberty Plaza)」と呼ばれるようになった[17]。コルベア・レポー[18]が参加者や抗議運動について報じているガーディアン[19]やニューヨーク・タイムズを含む主要紙を風刺する放送をした[20]。
- 9月24日（8日目）– 住宅地区への行進でいくつかの通りを使えなくした容疑で[21]、少なくとも80人の参加者が逮捕された[22]。 その後、動画がインターネット上で配信され、若い女性が警察官に催涙スプレーをかけられる場面が特に注目を集めた[23]。
- 9月25日（9日目）– YouTubeにて午後4時半頃にハックティビズム集団「アノニマス」が動画をアップロードした。ニューヨーク市警察(NYPD)に対し「36時間以内にNYPDによる残虐な行為を確認したら君たちをインターネット上から消去し、電波を通して参加者の声を聞いてもらう。」と脅迫する内容だった[24]。
- 9月26日（10日目）– 24日（8日目）に参加者の若い女性に催涙スプレーをかけた警察官の名前が判明した。OWSは、催涙スプレー事件は参加者による挑発無しで起こったことであるとして、当該警察官の収監とレイモンド・ケリー（英語版）警察委員長の辞任を要求した[25][26]。一方、ノーム・チョムスキーがOWS参加者に対して強く支持する旨のメッセージを送ったと報じられた[27]。夕方、映画監督のマイケル・ムーアがリバティ・プラザで演説を行った[28]。
- 9月27日（11日目）– OWSの午後の行進は、ウォール街では終了せず、週5日制配達が郵便システムを酷く傷つけ、大きな失業を生むと多くが信じていると抗議する、郵便労働者達による集会でもって終了した。[29][30]。 ニューヨーク市議会議員のチャールズ・バロン（英語版）がOWSの支援者が集まっているリバティ・プラザを訪れた[16]。その後に、コーネル・ウェストがリバティ・プラザの群衆に演説をし、「総会」を開いた[31]。OWSの公式サイトに「ウェスト教授の演説に2000人近くが集まった」と記載された[32]。
- 9月28日（12日目）– 複数の情報源によると[33][34][35]、全米運輸労働組合（英語版）に属する地元の労働組合(TWU Local-100)がOWSを支援することを決議した[36]。また、ケリー警察委員長がズコッティ公園は24時間開放しなければならない公共の広場であるためNYPDがOWS参加者を排除することはできないと発言した[37]。
- 9月29日（13日目）– クリス・ヘッジズ（英語版）がコラムでOWSを強く支持することを表明した[38][39]。TWU Local-100はTwitterを使って10月5日（水曜日）に行われる大規模な行進と集会への参加を呼びかけた[40]。10月5日に行うイベントに関して他の8つ労働組合とコミュニティ・アウトリーチ団体が主催するという根拠のない主張がある[40]。一方サンフランシスコでは抗議運動者がシティバンクやチェイス（英語版）の占拠、チャールズ・シュワブの金融機関に押しかけることが計画され、いくつかのメディアはOWSに刺激されて抗議運動が広がっていることを報じている[41][42]。
- 9月30日（14日目）– 労働組合の代表含む1,000人以上の参加者が前週における警察の高圧な対応に抗議するため警察本部まで行進した。逮捕の有無は報告されていない[43]。

### 10月

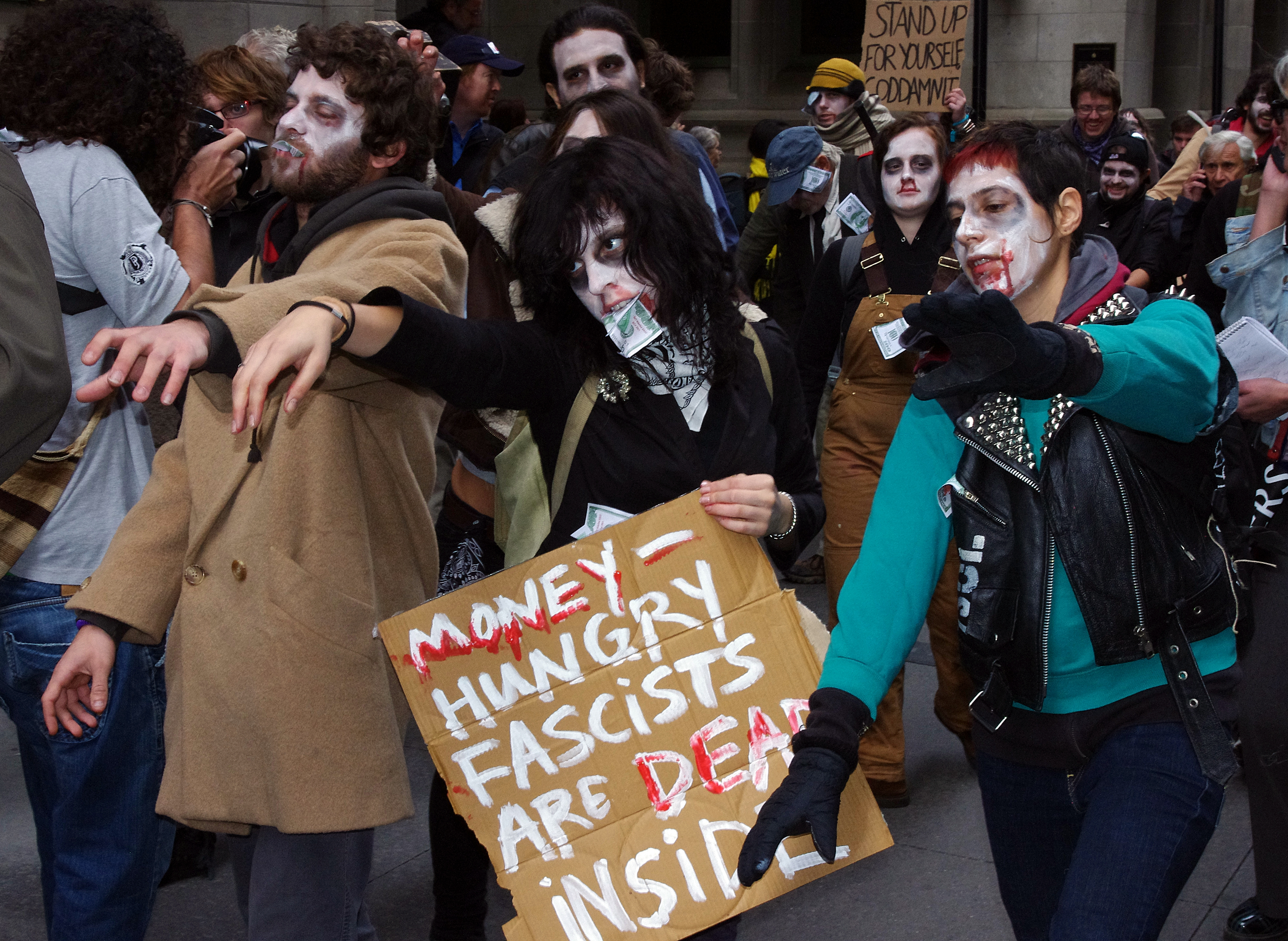
10月3日、参加者は企業ゾンビに扮してデモ行進した

- 10月1日 （15日目） – 5,000人以上の参加者がブルックリン橋に向かって行進し、数百人が橋の歩行者道と車道を行進した。警察によって橋の一般通行は2時間無造作に止められた。警察は群衆を2つに分断し、動きまわる数百人をゆっくり閉じる形で網やケッティング（英語版）で橋の2つのライン間に取り囲んだ。橋にいたニューヨーク・タイムズ記者含む700人以上が逮捕され、逮捕者を護送するために護送車やバスが手配された。その他橋で捕まった人たちはその後帰ることを許された。残った参加者は夕方にリバティ・プラザに集まった[44]。
- 10月2日 （16日目） – ブルックリン橋に関する動画が公開され、動画では警察が参加者を阻止しようとしたが、最終的に参加者を交通に支障をきたした容疑で逮捕するために橋の車道を歩かせたとしている。:

参加者は最初橋の歩道の上を行進したがやがて一部の人が車道の方に行こうとした。数分のうちに警官がラインを確保し、振り返って参加者をブルックリン橋の車道の上に誘導しだした。私が見た限りでは警察は参加者数人に橋の中間に位置する行進の先頭にバリケードを作るまで立ち去るように伝えていた。そしてバンやバスを後ろに配置し、みんなを逮捕し始めた。
- 10月3日 （17日目） – ニューヨークの参加者数百人が顔を塗装し、偽のドル札を持った「企業ゾンビ」に変装し、ゾンビウォーク（英語版）でウォール街を練り歩いた[47]。
- 10月5日 （19日目） – 労働組合員や学生、失業者も加わった5,000から15,000人と推定される最大規模のデモ行進がフォーリー・スクエアからズコッティ公園まで行われた。大部分は平和的に行われたが、夕方後に乱闘が発生し、ウォール街に設置されたバリケードで暴れまわった参加者の若者数名が逮捕された。バリケードを押し進もうとする約200人の参加者に対して警察は催涙スプレーで応戦し、オレンジの網で参加者を取り囲んだ[48]。他の都市や大学でも小規模ながら抗議運動が発生している[49][50]。
- 10月6日 （20日目） – オレゴン州ポートランドにて約5,000人の参加者がデモ行進した[51]。ヒューストン、タンパ、サンフランシスコでもデモが発生した。OWSについて聞かれたバラク・オバマ大統領は今回のデモ運動に対して一定の理解は示したものの、同時に金融業界を擁護する姿勢を示した[52][53]。
- 10月8日 （22日目） - ワシントンD.C.の国立航空宇宙博物館に入ろうとした抗議運動者達に催涙スプレーがかけられる騒ぎが起き、一人の参加者が警備員を壁に押し付ける行為を行った。これは100人から200人の集団によるUCAV展示への抗議運動だった。最終的に一人が逮捕された[54]。OWSの拠点がズコッティ公園からワシントン・スクエア公園に移転されるという噂が流れる中で1,000人の参加者がそのズコッティ公園からワシントン・スクウェア・パークまでデモ行進した[55] 。

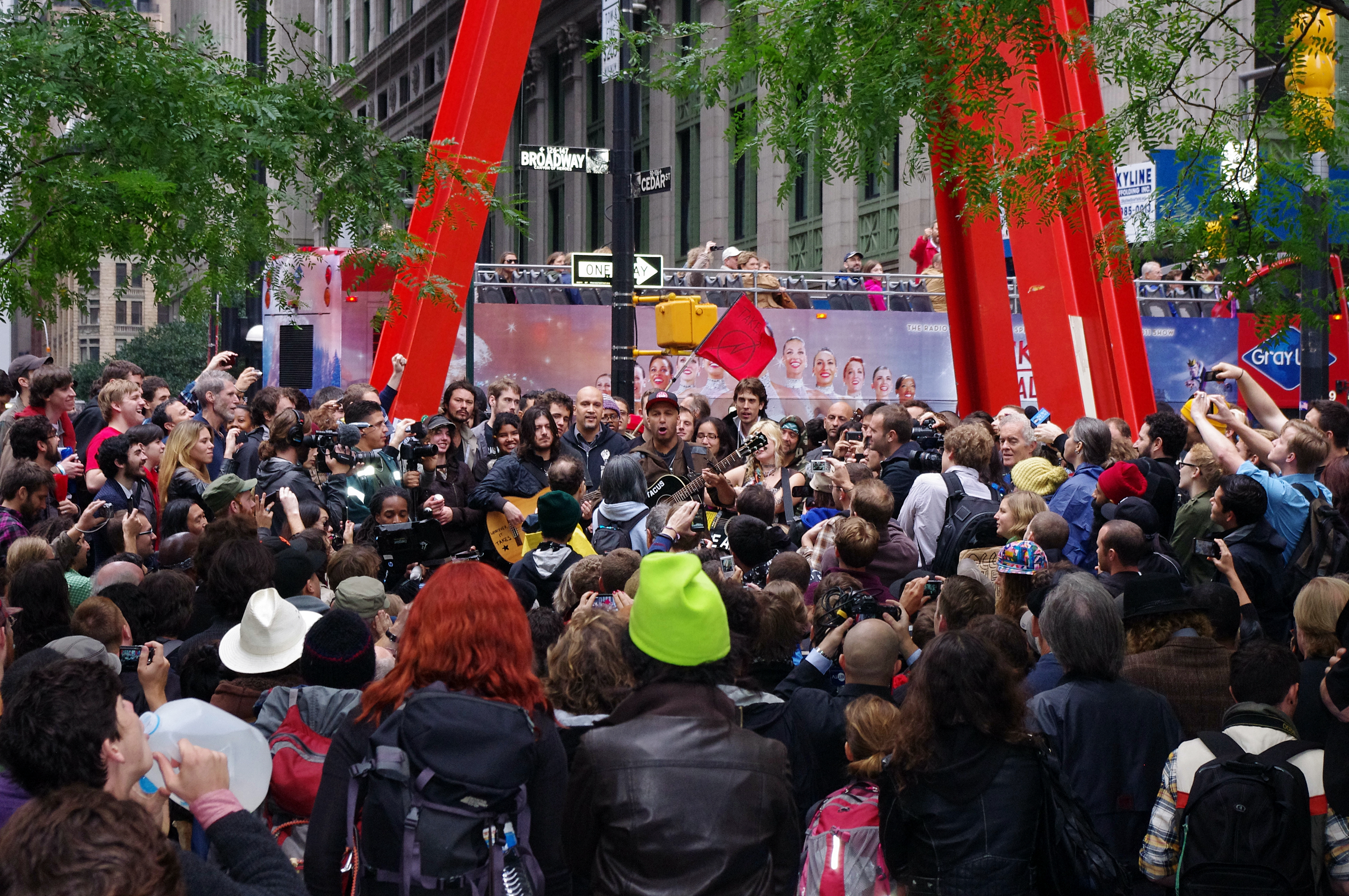
レイジ・アゲインスト・ザ・マシーンのトム・モレロによる演奏に聴き入る群衆（2011年10月13日）

- 10月9日 （23日目） - ほぼ100人の群衆がホワイトハウス周辺に集まった[56]。保守系雑誌アメリカン・スペクテイター（英語版）のパトリック・ハウリー副編集長は投稿した記事で10月8日に国立航空宇宙博物館へ入ろうとした集団に潜入していたを明かした。ハウリーは博物館に対して抗議運動を信用せず迅速に閉館するように促したと主張している。OWSの活動家は今回の事件に関し「今回の運動には『明確な工作員』がいた。委員会で工作員が居ないかどうかを確認するようにして他の参加者に注意を呼びかけることにする。」と発言した[57][58]。 一方ズコッティ公園では、23日目のリバティ・パーク・プラザで行われた「公開会議」の一環としてスロベニアの哲学者であるスラヴォイ・ジジェクがOWSを支持する演説をした[59]。
- 10月10日（24日目） - マイケル・ブルームバーグ市長は第67回コロンブス・デー・パレードの開会式で記者に対して参加者が法を遵守する限りデモ行動の排除は考えていないと発言した。これを受けてOWSの公式Twitterアカウントに「ブルームバーグが無期限の行動を認めてくれた!これは大きな勝利だ!」と書きこまれた[60]。ボストンでは一週間以上ダウンタウンの歩行者自転車用道路周辺でテントを貼っていて退去警告を無視している50人以上の「ボストンを占拠せよ（英語版）」運動参加者が逮捕された.[61]。
- 10月13日（27日目） – ブルームバーグ市長は参加者に対し、ズコッティ公園（リバティ・パーク・プラザ）の掃除が必要だと述べた。これに対し参加者は掃除の呼びかけと今後は掃除自体は自分達でやるつもりだと語った[62]。さらにNYPDは参加者が公園で寝ることはもはや許されないという声明を出した[63]。またロイターがOWSによる抗議運動においてアドバスターズとジョージ・ソロスとの間に間接的な財政関係があると報じた[64]。
- 10月14日（28日目） – ブルックフィールド・オフィス・プロパティーズが公園の清掃を延期することを発表した[65]。一方、ロイターが、ジョージ・ソロスがOWSとの繋がりを否定する記事を配信した[66]。

- 10月15日（29日目） –  1000人の参加者がマンハッタンからタイムズスクエアまで行進し、アメリカ軍新兵募集センターで人々が仕事も医療もない状況で奮闘しているのにもかかわらず国外での戦争に予算がつぎ込まれていることに抗議した。OWS運動はアメリカのみならず世界中に拡大しており、大部分は平和的に行われているがアメリカ国内では公共の場から立ち去らない多くの参加者が逮捕されている[67]。ワシントンD.C.では最高裁判所の階段で政治に企業の影響が及んでいることに対する抗議運動をしていたコーネル・ウェストが逮捕された。

- 10月16日（30日目） – オバマ大統領は参加者への支持を強めることを表明した[68]。さらにホワイトハウスもオバマ大統領が「99%」のために活動しているという声明を出した[69]。OWSにおけるニューヨーク市総会のデマンズ・ワーキング・グループ(Demands Working Group)は2012年7月14日にフィラデルフィアにて改憲を求める全国集会を開催することを表明した[70][71]が、OWSやNYC総会を代表して言ったものではないとしており[70]、ワーキンググループに関する諸問題が解決するまでの構想にすぎないとしている[70]。
- 10月25日（39日目） – ホスニー・ムバーラク政権打倒で活躍したエジプトの活動家が「占拠せよ」運動を支援すると表明した[72][73]。一方カリフォルニア州オークランドでは100人の警察官が「オークランドを占拠せよ（英語版）」参加者と衝突し、催涙ガス、ビーンバッグ弾で応戦。参加者85人を逮捕した。この日の抗議運動は催涙ガスやゴム弾を付加的に使用させる結果になった。その中でイラク戦争で従軍したアメリカ海兵隊の退役軍人が警察官によって放たれた砲弾が頭に直撃し重傷を負った[74]。
- 10月26日（40日目） – 100人のOWS参加者が25日の「オークランドを占拠せよ」によるデモ行進でイラク戦争退役軍人のデモ参加者が警察による催涙弾で重傷を負ったことに対する抗議デモをユニオンスクエア近くで行った[75]。
- 10月27日（41日目） – オークランドのジーン・クワン（英語版）市長は25日に警察が市庁舎前にある「オークランドを占拠せよ」の野営地を暴力的に立ち退かせたことに関して、「オークランドを占拠せよ」の行動を認めると発言した[76]。

- 10月29日（43日目） – コロラド州デンバーでは州議事堂近くにあるデモ隊の野営地に警察が押し入ったことで暴動が起きた。警察官とデモ参加者との小競り合いで数十人以上が逮捕されたと報道されている。デモ隊は警察官が乗る白バイを取り囲んだり押し倒す行為を行なっていた。警察も催涙ガス弾を放つことでデモ隊を退散させた[77]。

- 10月30日（44日目） – ポートランドでは深夜に閉鎖された公園から立ち去らなかった24人が逮捕された。オースティンでも夜10時に食糧配給用テーブルの撤去に抵抗した38人が逮捕された。逮捕者は2日前に市役所によって提案され市議会が否決したオースティン・ルールについて論議していた[78]。

### 11月
- 11月1日（46日目） – ナッシュビルでは裁判官が当局者に「占拠せよ運動」参加者を逮捕するための新たな規則の執行停止を通告した[79]。州司法長官の首席弁護士であるビル・マレットは公聴会の冒頭、裁判官アレッタ・トローガーの前で州は政策を止める動きに対抗する必要があると発言した。裁判官は、彼女は夜間外出禁止令が「言論の自由を抑制することになる」ため既に差止命令を承認することを決定したと述べた[80]。

- 11月2日（47日目） – オークランドにて10月25日のデモで参加者が重傷を負ったことに呼応する市全体のゼネストを伴ったデモが行われた[81][82]。デモ隊はアメリカ合衆国第5の港であるポートランド港（英語版）を封鎖した[83]。

- 11月3日（48日目） – オークランドにある中心街の通りで機動隊が「オークランドを占拠せよ」参加者の群衆と衝突し催涙ガスや発光手榴弾で応戦し[84]、参加者数十人が逮捕された[85]。シアトルではチェイスのCEOであるジェームズ・ダイモンが訪問することに合わせた抗議運動にてシアトルを占拠せよ（英語版）参加者と警察官の間で小競り合いが起きた。銀行に押し入ろうとした5人の参加者が逮捕され、警官2名も軽傷を負った[86]。

- 11月5日（50日目） – ガイ・フォークス・ナイトやバンク・トランスファー・デイ（英語版）の参加者が大手銀行や金融機関への抗議運動を行った。先月には60万人以上の人たちが大手銀行から口座を引き揚げ、地域のクレジットユニオンに口座を移し変えていた[87]。

- 11月14日（59日目） – 警察によって「オークランドを占拠せよ」の拠点が排除され、20人の参加者が逮捕された。ジーン・クワン市長は拠点が平和的に排除されて安堵していると発言した。AP通信によるとデモ隊を排除するのに多大な負担を被ったとも発言している[88]。市長の法律顧問であるダン・シーゲルはデモ隊の排除から手を引いている[89]。

- 11月15日（60日目） 午前1時よりNYPDが清掃のためにズコッティ公園にいる参加者の排除を始めた[90]。ブルームバーグ市長が出した深夜の排除計画によると「この時間に行動する訳は公園内での衝突によるリスクを減らし、混乱が近所に及ぶのを最小限に食い止めるためだ。ブルームバーグ市長は公園の占拠が占拠者にとっても周辺にとっても健康や火災のリスクが無視できなくなっていると言っている公園所有者のブルックフィールド・プロパティーズに賛同するようになった。」と説明されている[91]。しかし、裁判官はブルームバーグ市長が公園占拠者を排除する理由を説明する必要があるとして排除を一時的に差し止める占拠者寄りの命令を出した[92]。ニューヨーク市議のイダニス・ロドリゲス（英語版）が排除の中で他の70人の占拠者と共に逮捕されたと報道されている[93]。